# Victoria Abril
Victoria Abril, španska filmska igralka, * 4. julij 1959.
Mednarodno je zaslovela zlasti z vlogami v filmih Pedra Almodovarja Zveži me! (Atame!) iz leta 1990, Visoke pete iz leta 1991 in Kika iz leta 1993.

## Filmografija
- Panj (La colmena) - 1982
- Max, ljubezen moja (Max mon amour) - 1986
- Zveži me! (Atame!) - 1990
- Ljubimci (Amantes) - 1991
- Visoke pete - 1991
- Kika - 1993
- Jimmy Hollywood - 1994
- Med tvojimi nogami (Entre las piernas) - 1999
- Južno morje (Mare del sud) - 2001